# Lupino Lane
Lupino Lane, all'anagrafe Henry William George Lupino (Londra, 16 giugno 1892 – Londra, 10 novembre 1959), è stato un attore e regista inglese che usò, come regista, anche lo pseudonimo Henry W. George.

## Biografia
Henry George Lupino apparteneva a una famosa famiglia di teatranti inglesi di lontane origini italiane, la famiglia Lupino legata, tramite il matrimonio di Louisa Lane Drew, ai Drew, un'altra celebre famiglia teatrale. Fratello di Stanley Lupino, Henry cominciò a recitare da bambino, conosciuto con il nome Little Nipper: diventò attore di teatro, music hall e cinema con lo pseudonimo di Lupino Lane. Nelle sue comiche, fu spesso affiancato dal fratello minore Wallace Lupino. Nella sua carriera, Lupino Lane fu anche regista e manager teatrale. Sua nipote Ida Lupino, figlia di Stanley, diventò una famosa attrice hollywoodiana.
Morto a Londra il 10 novembre 1959, è sepolto al South London Crematorium, di Streatham.

## Filmografia
La filmografia è basata su IMDb. Quando manca il nome del regista, questo non viene riportato nei titoli

### Attore
- The Man in Possession, regia di W.P. Kellino (1915)
- His Cooling Courtship (1915)
- Nipper's Busy Holiday (1915)
- Nipper and the Curate (1916)
- Nipper's Busy Bee Time (1916)
- A Wife in a Hurry, regia di W.P. Kellino (1916)
- The Dummy, regia di W.P. Kellino (1916)
- Hullo! Who's Your Lady Friend?, regia di W.P. Kellino  (1917)
- The Missing Link, regia di W.P. Kellino (1917)
- Splash Me Nicely, regia di W.P. Kellino (1917)
- The Haunted Hotel, regia di Fred Rains (1918)
- The Blunders of Mr. Butterbun: Unexpected Treasure, regia di Fred Rains (1918)
- The Blunders of Mr. Butterbun: Trips and Tribunals, regia di Fred Rains (1918)
- Love and Lobster, regia di Fred Rains (1918)
- His Salad Days, regia di Fred Rains (1918)
- His Busy Day, regia di Fred Rains (1918)
- A Dreamland Frolic (1919)
- Clarence, Crooks and Chivalry (1919)
- A Night Out and a Day In (1920)
- A Lot About a Lottery (1920)
- The Broker (1922)
- The Reporter, regia di Jack Blystone (1922)
- The Pirates, regia di John G. Blystone (1922)
- My Hero, regia di John G. Blystone (1922)
- A Friendly Husband, regia di John G. Blystone (1923)
- Isn't Life Wonderful, regia di D.W. Griffith (1924)
- Maid in Morocco, regia di Charles Lamont (1925)
- The Fighting Dude, regia di William Goodrich (Roscoe 'Fatty' Arbuckle) (1925)
- Time Flies, regia di Jess Robbins (1926)
- Fool's Luck, regia di William Goodrich (Roscoe 'Fatty' Arbuckle) (1926)
- His Private Life, regia di William Goodrich (Roscoe 'Fatty' Arbuckle) (1926)
- Movieland, regia di Norman Taurog (1926)
- Howdy Duke, regia di Norman Taurog (1927)
- Drama Deluxe, regia di Norman Taurog (1927)
- Naughty Boy, regia di Charles Lamont (1927)
- Who's Afraid?, regia di Charles Lamont (1927)
- Monty of the Mounted, regia di Mark Sandrich (1927)
- A Half-Pint Hero, regia di Charles Lamont (1927)
- Some Scout, regia di Mark Sandrich (1927)
- Hello Sailor, regia di Mark Sandrich (1927)
- Sword Points, regia di Mark Sandrich (1928)
- Listen Sister, regia di Clem Beauchamp (1928)
- Fandango, regia di Henry W. George (Lupino Lane) (1928)
- Hectic Days, regia di Henry W. George (Lupino Lane) (1928)
- Roaming Romeo, regia di Henry W. George (Lupino Lane) (1928)
- Privates Beware, regia di Henry W. George (Lupino Lane) (1928)
- Fisticuffs, regia di Henry W. George (Lupino Lane) (1928)
- Don Giovanni innamorato (His Private Life), regia di Frank Tuttle (1928)
- Be My King, regia di Henry W. George (Lupino Lane) (1928)
- Only Me, regia di Henry W. George (Lupino Lane) (1929)
- Summer Saps, regia di Henry W. George (Lupino Lane) (1929)
- Ship Mates, regia di Henry W. George (Lupino Lane) (1929)
- Good Night Nurse, regia di Henry W. George (Lupino Lane) (1929)
- Battling Sisters, regia di Henry W. George (Lupino Lane) (1929)
- Buying a Gun, regia di Henry W. George (Lupino Lane) (1929)
- Joyland, regia di Henry W. George (Lupino Lane) (1929)
- Fire Proof, regia di Charles Lamont (1929)
- Purely Circumstantial, regia di Henry W. George (Lupino Lane) (1929)
- Il principe consorte (The Love Parade), regia di Ernst Lubitsch (1929)
- Rivista delle nazioni (The Show of Shows), regia di John G. Adolfi (1929)
- Crossed Swords (1929)
- Evolution of the Dance, regia di Jack Haskell (1930)
- Le rose della castellana  (Bride of the Regiment)  , regia di John Francis Dillon (1930)
- Golden Dawn, regia di Ray Enright (1930)
- The Yellow Mask, regia di Harry Lachman (1930)
- No Lady, regia di Lupino Lane (1931)
- The Love Race, regia di Lupino Lane e Pat Morton (1931)
- Never Trouble Trouble, regia di Lupino Lane (1931)
- A Southern Maid, regia di Harry Hughes (1933)
- Who's Your Father, regia di Henry W. George (1935)
- The Deputy Drummer, regia di Henry W. George (1935)
- Trust the Navy, regia di Henry W. George (1936)
- Hot News, regia di W.P. Kellino (1936)
- The Lambeth Walk, regia di Albert de Courville (1939)
- Rake's Progress
- Me and My Girl

### Regista
- Fandango (1928)
- Crown Me (1928)
- Hectic Days (1928)
- Roaming Romeo (1928)
- Privates Beware (1928)
- Fisticuffs (1928)
- Be My King (1928)
- Only Me (1929)
- Summer Saps (1929)
- Ship Mates (1929)
- Good Night Nurse (1929)
- Battling Sisters (1929)
- Buying a Gun (1929)
- Joyland (1929)
- Purely Circumstantial (1929)
- No Lady (1931)
- Love Lies
- The Love Race, co-regia Pat Morton (1931)
- Never Trouble Trouble (1931)
- The Innocents of Chicago (1932)
- The Maid of the Mountains (1932)
- Old Spanish Customers (1932)
- My Old Duchess (1932)
- Letting in the Sunshine
- Who's Your Father (1935)
- The Deputy Drummer (1935)
- Trust the Navy (1936)
- Me and My Girl

### Produttore
- Drama Deluxe
- A Half-Pint Hero
- Never Trouble Trouble, regia di Lupino Lane (1931)
- The Innocents of Chicago, regia di Lupino Lane (1932)
- Who's Your Father, regia di Henry W. George (1935)

## Spettacoli teatrali
- Afgar  (Broadway, 8 novembre 1920-2 aprile 1921)
- Ziegfeld Follies of 1924 (Broadway, 24 giugno 1924-7 marzo 1925)
- The Mikado (Broadway, 11 aprile 1925-maggio 1925)